# AIR-2 Genie
Pour les articles homonymes, voir Air (homonymie).
Le Douglas AIR-2 Genie est une roquette air-air à charge atomique développée par les États-Unis pendant la seconde moitié des années 1950, et restée en service jusqu'en 1986.

## Développement

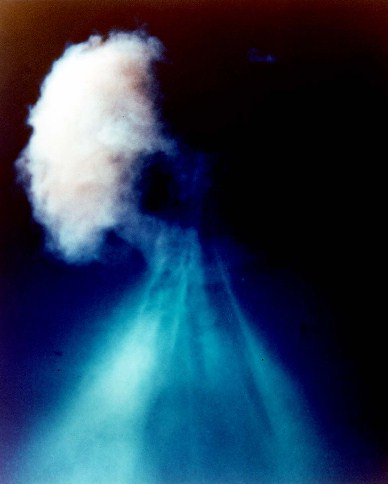
John Nuclear Test lors de l'opération Plumbbob, seul test du missile AIR-2A Genie avec mise à feu de la charge atomique.

En 1954, Douglas commença à travailler sur un missile air-air à charge nucléaire. Afin de simplifier la mise au point, il fut décidé de réaliser un missile non guidé (ce qui correspond en fait à la désignation de roquette). Les premiers tests eurent lieu avec le Northrop F-89 Scorpion en 1955-1956. Un seul tir avec mise à feu de la charge atomique fut réalisé, lors d'un essai le 19 juillet 1957 dans le désert du Nevada dans le cadre de l'opération Plumbbob.
La roquette fut alors désignée « MB-1 » et devint opérationnelle en 1957. Destinée à l'entraînement, la version MB-1T était dépourvue de charge atomique, remplacée par une poudre blanche qui formait un nuage simulant l'explosion. Plusieurs milliers d'exemplaires furent fabriqués jusqu'en 1962. 
En 1963, les MB-1 furent renommées « AIR-2 » et les MB-1T devinrent des « ATR-2A ». À partir de 1970, les AIR-2A reçurent un nouveau moteur plus performant et furent alors désignées « AIR-2B ».
Les Genie étaient mises en œuvre par le F-89J Scorpion, les F-101B/CF-101B Voodoo, les F-104 Starfighter et les F-106A Delta Dart. Elles furent retirées du service en 1986.

## Versions
- MB-1 / AIR-2A : version opérationnelle
- MB-1T / ATR-2A : version d'entraînement
- AIR-2B : AIR-2A avec un nouveau moteur

## Sources
- (en) MB-1/AIR-2 Genie Missile, sur le site de Boeing
- (en) Douglas MB-1/AIR-2 Genie, sur un site consacré aux roquettes et missiles américains
- Air Warfare in the Missile Age  (ISBN 978-0874746808)